# Abierto Mexicano de Tenis 2006 - Qualificazioni singolare maschile
Le qualificazioni del singolare maschile dell'Abierto Mexicano de Tenis 2006 sono state un torneo di tennis preliminare per accedere alla fase finale della manifestazione. I vincitori dell'ultimo turno sono entrati di diritto nel tabellone principale. In caso di ritiro di uno o più giocatori aventi diritto a questi sono subentrati i lucky loser, ossia i giocatori che hanno perso nell'ultimo turno ma che avevano una classifica più alta rispetto agli altri partecipanti che avevano comunque perso nel turno finale.
Le qualificazioni del torneo prevedevano 16 partecipanti di cui 4 sono entrati nel tabellone principale.

## Teste di serie
1. Juan Antonio Marín (Qualificato)
2. Albert Portas (Qualificato)
3. Alessio Di Mauro (Qualificato)
4. Nicolás Almagro (Qualificato)

1. Vasilīs Mazarakīs (ultimo turno)
2. Iván Navarro (primo turno)
3. Daniel Köllerer (ultimo turno)
4. Sergio Roitman (ultimo turno)

## Qualificati
1. Juan Antonio Marín
2. Albert Portas

1. Alessio Di Mauro
2. Nicolás Almagro

## Tabellone

### Legenda
| - Q = Qualificato - WC = Wild card - LL = Lucky loser | - ALT = Alternate - SE = Special Exempt - PR = Protected Ranking | - w/o = Walkover - r = Ritirato - d = Squalificato |

### Sezione 1
|  | Primo turno | Primo turno    | Primo turno | Primo turno | Primo turno |  |  | Ultimo turno | Ultimo turno       | Ultimo turno       | Ultimo turno | Ultimo turno |  |
|  |             |                |             |             |             |  |  |              |                    |                    |              |              |  |
|  |             |                |             |             |             |  |  |              |                    |                    |              |              |  |
|  |             |                |             |             |             |  |  | 1            | Juan Antonio Marín | Juan Antonio Marín | 7            | 7            |  |
|  |             | Francesco Aldi | 4           | 7           | 7           |  |  |              | Francesco Aldi     | Francesco Aldi     | 62           | 6            |  |
|  | 6           | Iván Navarro   | 6           | 611         | 5           |  |  |              |                    |                    |              |              |  |

### Sezione 2
|  | Primo turno | Primo turno          | Primo turno          | Primo turno | Primo turno |  |  | Ultimo turno | Ultimo turno   | Ultimo turno   | Ultimo turno | Ultimo turno |  |
|  |             |                      |                      |             |             |  |  |              |                |                |              |              |  |
|  | 2           | Albert Portas        | Albert Portas        | 7           | 6           |  |  |              |                |                |              |              |  |
|  |             | Juan-Pablo Brzezicki | Juan-Pablo Brzezicki | 5           | 2           |  |  | 2            | Albert Portas  | Albert Portas  | 6            | 7            |  |
|  | 8           | Sergio Roitman       | Sergio Roitman       | 6           | 6           |  |  | 8            | Sergio Roitman | Sergio Roitman | 4            | 62           |  |
|  |             | Diego Junqueira      | Diego Junqueira      | 1           | 4           |  |  |              |                |                |              |              |  |

### Sezione 3
|  | Primo turno | Primo turno       | Primo turno       | Primo turno | Primo turno |  |  | Ultimo turno | Ultimo turno      | Ultimo turno      | Ultimo turno | Ultimo turno |  |
|  |             |                   |                   |             |             |  |  |              |                   |                   |              |              |  |
|  | 3           | Alessio Di Mauro  | 4                 | 7           | 2           |  |  |              |                   |                   |              |              |  |
|  |             | Marco Mirnegg     | 6                 | 5           | 1r          |  |  | 3            | Alessio Di Mauro  | Alessio Di Mauro  | 6            | 6            |  |
|  | 5           | Vasilīs Mazarakīs | Vasilīs Mazarakīs | 6           | 7           |  |  | 5            | Vasilīs Mazarakīs | Vasilīs Mazarakīs | 3            | 2            |  |
|  |             | Johnny Hamui      | Johnny Hamui      | 3           | 5           |  |  |              |                   |                   |              |              |  |

### Sezione 4
|  | Primo turno | Primo turno      | Primo turno      | Primo turno | Primo turno |  |  | Ultimo turno | Ultimo turno    | Ultimo turno    | Ultimo turno    | Ultimo turno |  |
|  |             |                  |                  |             |             |  |  |              |                 |                 |                 |              |  |
|  | 4           | Nicolás Almagro  | Nicolás Almagro  | 6           | 6           |  |  |              |                 |                 |                 |              |  |
|  |             | Bruno Echagaray  | Bruno Echagaray  | 4           | 3           |  |  | 4            | Nicolás Almagro | Nicolás Almagro | Nicolás Almagro | 5            |  |
|  | 7           | Daniel Köllerer  | Daniel Köllerer  | 6           | 1           |  |  | 7            | Daniel Köllerer | Daniel Köllerer | Daniel Köllerer | 4d           |  |
|  |             | Santiago Ventura | Santiago Ventura | 4           | 0r          |  |  |              |                 |                 |                 |              |  |